# Juda z Jerozolimy
Juda z Jerozolimy – piętnasty biskup Jerozolimy. Data początku jego urzędowania nie jest znana; sprawował urząd do 135 r.